# Mary Warnock
Mary Warnock (anglès: Mary Warnock, Baroness Warnock)  (Winchester, 14 d'abril de 1924 - 20 de març de 2019) Helen Mary Warnock, va ser membre de l'Acadèmia Britànica, filòsofa britànica especialitzada en filosofia moral, filosofia de l'educació i filosofia de la ment, estudiosa de l'existencialisme.

## Biografia
Després de formar-se en el St Swithun's School de Winchester i estudiar lletres clàssiques i filosofia en el Lady Margaret Hall d'Oxford, Warnock va ser assistent de filosofia en el St Hugh's College d'Oxford de 1949 a 1966. De 1966 a 1972 va ser directora de l'escola secundària femenina d'Oxford. Va ser investigadora associada en el Lady Margaret Hall de 1972 a 1976. Entre 1976 i 1984, va ser investigadora principal en St Hugh's College. Posteriorment va ser directora del Girton College, de Cambridge (1986-89). L'any 2000 fou nomenada professora de retòrica en el Gresham College de Londres.
Va ser membre del Independent Broadcasting Authority (IBA) del Regne Unit de 1973 a 1981.
Es va casar el 1949 amb Geoffrey Warnock, fellow del Magdalen College, futur vicecanceller de la universitat d'Oxford. Van tenir dos fills i tres filles.
Va presidir la comissió britànica de recerca sobre educació especial (1974-78). De 1979 a 1985, va ser assessora del comitè britànic sobre experimentació animal i de 1982 a 1984 va presidir una comissió de recerca del Regne Unit sobre reproducció assistida.

## Aportacions

###### Informe Warnock sobre educación especial (1978)
De 1974 a 1978 va presidir la comissió britànica de recerca sobre educació especial (Comitè Britànic sobre Necessitats Educatives Especials -NEE-). L'any 1978, es va publicar l'informe Warnock, pel nom de la seva presidenta. Aquest informe va representar un gran avenç amb relació a l'educació oferta fins llavors a l'alumnat amb diversitat funcional.
El Comitè de Recerca sobre l'Educació dels nens i joves deficients del Regne Unit va analitzar la situació de l'Educació Especial i va proposar un canvi en la seva l'atenció. Destaca que els fins de l'educació són iguals per a tots els alumnes i, per tant, no cal fer una distinció entre aquells que presenten diversitat funcional i els que no en tenen. Els aspectes recollits a l'informe van suposar un canvi educatiu, destacant la inclusió dels nens i nenes a l'educació sense distinció en grups per raons de característiques personals. A partir de la informació recollida en aquest informe, es produeix un canvi cap a la idea de la igualtat de drets de tot l’alumnat per acudir a una escola ordinària.
Sobre els centres d'Educació Especial, el comitè parla a l'informe de mantenir-los per a casos concrets que sí que en necessitin i que alguns dels centres ofereixin suport a professorat i famílies.
Els aspectes destacats de l'informe Warnock es poden resumir en els següents: 1) defensava la inclusió de l'alumnat a les escoles ordinàries; 2) considerava l'educació especial com a element complementari a l'educació, no com a forma de separació; 3) recalcava que el dret a l’educació és per a tots els nens; 4) sol·licitava modificacions de l'organització i els recursos emprats, a més d'un impuls que donés lloc a un canvi en l'actitud de la societat davant l'Educació Especial; 5) considerava de gran importància la formació de tot el professorat en Educació Especial per tal de permetre la inclusió a les seves aules de nens i nenes que presentessin Necessitats Educatives Especials.

###### Informe Warnock sobre fertilització humana i embriologia (1984)
El 1982, Mary Warnock va presidir una comissió d'estudi de totes les qüestions que suscitaven les noves tècniques de reproducció humana assistida, la fertilització in vitro, la donació de gàmetes, la crioconservació de esperma i òvuls, etcètera. Estava integrada per setze membres, de diferents estaments i especialitats, com ara obstetrícia i ginecologia, neurologia, unitat de desenvolupament mamífer, psicologia, filosofia i treball social psiquiàtric. El juliol de 1984, es va publicar l’informe final, Report of the Committee of Enquiry into Human Fertilisation and Embryology, tenint repercussions en la legislació posterior del Regne Unit.
Aquest informe va recomanar:
1) La creació d'un organisme institucional per al seguiment de les activitats en aquest camp i la supervisió i el control.
2) Donar la possibilitat de conservar i utilitzar el preembrió per a la investigació, amb el límit del catorzè dia després de la fecundació, sempre que es compti amb el consentiment dels productors dels gàmetes i amb les degudes llicències.
3) No autoritzar-ne la conservació, ni la utilització, ni l'experimentació més enllà del límit esmentat.
4) El preembrió utilitzat per a investigació no pot ser transferit a una dona.

## Obres
Com a presidenta de comissions de recerca:
- Informe Warnock (1978) sobre educació especial: Special Educational Needs. London: HMSO (informe del Comitè de Recerca sobre l'Educació de Nens i Joves Discapacitats)
- Informe Warnock (1984) sobre fertilització humana i embriologia: Report of the Committee of Enquiry into Human Fertilisation and Embryology. London: HMSO
- Warnock, Mary (1978). Satisfer les necessitats educatives especials: una breu guia de Mary Warnock sobre l'informe de la Comissió de Recerca sobre l'Educació de Nens i Joves amb Discapacitat. London: HMSO

Com a autora:
- Ethics Since 1900 (Oxford University Press, 1960); ISBN 0-9753662-2-X
- The Philosophy of Sartre (Hutchinson University Press, 1963)
- Existentialist Ethics (London: Palgrave Macmillan, New York: Springer, 1967) ISBN 9780333011782
- Existentialism (Oxford Paperbacks, 1970) ISBN 0-19-888052-9
- Schools of Thought (Faber and Faber, 1977); ISBN 0-571-11161-0
- The Uses of Philosophy (Blackwell, 1992) ISBN 9780631185833
- Imagination and Time (Blackwell Publishers, 1994) ISBN 0-631-19019-8
- Mary Warnock: A Memoir – People and Places (Duckworth, 2001); ISBN 0-7156-2955-7, ISBN 0-7156-3141-1
- Making Babies: Is There a Right To Have Children? (2001) ISBN 978;0192805003. En español: Fabrincando bebés: ¿existe un derecho a tener hijos? (Gedisa, 2004) ISBN 84-9784-006-2
- Nature and Mortality: Recollections of a Philosopher in Public Life (2004); ISBN 0-8264-7323-7
- An Intelligent Person's Guide to Ethics (Duckworth, 2004); ISBN 0-7156-3320-1. En espanyol: Guía ética para personas inteligentes (Edicions Turner, 2002); ISBN 84-7506-574-0
- Easeful Death, with Elisabeth MacDonald (OUP, 2008) ISBN 9780199561841
- Dishonest to God: On Keeping Religion Out of Politics (Continuum, 2010); ISBN 978-1-4411-2712-9
- Critical Reflections on Ownership (Edward Elgar, 2015); ISBN 978-1-78195-547-5

Com a editora:
- Sartre: A Collection of Critical Essays (Anchor Books, 1971).
- Women Philosophers, London, J. M. Dent (1996) ISBN 978-0-46087-738-1
- Art for All?: Their Policies and Our Culture (2000, with Mark Wallinger) ISBN 978-0-95397-720-8